# La Chasse aux millions
 (août 2025).
Pour plus de détails, voir Fiche technique et Distribution.
La Chasse aux millions (The Amazing Quest of Ernest Bliss) est une coproduction américano-britannique réalisé par Alfred Zeisler, sorti en 1936.

## Synopsis
Un milliardaire qui s'ennuie parie avec son médecin qu'il sera capable de gagner sa vie pendant un an.

## Fiche technique
- Titre original : The Amazing Quest of Ernest Bliss
- Titre français : La Chasse aux millions
- Titre alternatif : L'Énigmatique Monsieur Bliss
- Titres américains : The Amazing Adventure ou Romance and Riches
- Réalisation : Alfred Zeisler
- Scénario : John L. Balderston, d'après le roman The Amazing Quest of Mr. Ernest Bliss d'Edward Phillips Oppenheim
- Direction artistique : David Rawnsley
- Photographie : Otto Heller
- Son : A.J. Bronker
- Montage : Merrill G. White
- Musique : Werner Bochmann
- Production : Alfred Zeisler, Robert Garrett, Otto Klement
- Société de production : Garrett-Klement Pictures, Empire Films
- Société de distribution :  United Artists Corporation,  Grand National Pictures,  Majestic Film
- Pays d'origine :  États-Unis,  Royaume-Uni
- Langue originale : anglais
- Format : noir et blanc — 35 mm — 1,37:1 — son Mono (Western Electric Sound System)
- Genre : Comédie
- Durée : 80 minutes
- Dates de sortie : 
  - Royaume-Uni : 28 juillet 1936
  - États-unis : 27 février 1937
  - France : 21 janvier 1938
- Licence : Domaine public

## Distribution
- Cary Grant : Ernest Bliss
- Mary Brian : Frances Clayton
- Peter Gawthorne (en) : Sir James Alroyd
- Henry Kendall : Lord Honiton
- Leon M. Lion (en) : Dorrington
- John Turnbull : Masters
- Arthur Hardy (en) : Crawley
- Iris Ashley : Clare
- Garry Marsh (en) : l'acheteur
- Andreas Malandrinos (en) : Giuseppe
- Alfred Wellesley (en) : Montague
- Marie Wright : Mme Heath
- Buena Bent : Mme Mott
- Charles Farrell : Scales
- Hal Gordon : Bill Bronson
- Quinton McPhearson : Clowes
- Alf Goddard : Bill
- Moore Marriott : Edwards
- Johnnie Schofield : le liftier
- Frank Stanmore : M. Mott